# Consolidated C-87 Liberator Express
Consolidated C-87 Liberator Express là một loại máy bay vận tải bắt nguồn từ loại máy bay ném bom hạng nặng B-24 Liberator chế tạo trong Chiến tranh thế giới II cho Không quân Lục quân Hoa Kỳ. Tổng cộng có 287 chiếc C-87 được chế tạo cùng với B-24 tại nhà máy của hãng Consolidated Aircraft ở Fort Worth, Texas. Những chiếc C-87 hoán cải được dùng làm máy bay huấn luyện kỹ thuật viên cho USAAF với định danh là AT-22, dùng cho chở VIP của Hải quân Hoa Kỳ với định danh RY, và chở VIP của Không quân Hoàng gia với định danh Liberator C.IX.

## Biến thể
C-87
C-87A
C-87B
C-87C
C-109
RY-1
RY-2
RY-3
AT-22
Liberator C.IX

## Quốc gia sử dụng
Anh Quốc
- Không quân Hoàng gia

 Hoa Kỳ
- Không quân Lục quân Hoa Kỳ
- Hải quân Hoa Kỳ
- Thủy quân Lục chiến Hoa Kỳ

 Ấn Độ
- Không quân Ấn Độ